# Yamakita
Yamakita (山北町, Yamakita-machi) és una vila i municipi pertanyent al districte d'Ashigara-Kami de la prefectura de Kanagawa, a la regió de Kanto, Japó. Yamakita és una localitat principalment agrícola, que viu del conreu, la silvicultura i, en menor qüantitat, del turisme rural. El nom de la vila, Yamakita, es pot traduir al català com a "el nord de la muntanya", fent referència a la seua situació geogràfica.

## Geografia
La vila de Yamakita es troba localitzada a la part més occidental i muntanyosa de la prefectura de Kanagawa, sent part de la sub-regió occidental d'aquesta prefectura. Gran part del terme municipal de Yamakita es troba dins dels límits del parc quasi nacional de Tanzawa-Ōyama. El llac Tanzawa es troba a la vila. El terme municipal de Yamakita limita amb els de Dōshi i Yamanakako, a la prefectura de Yamanashi i amb Sagamihara, tots tres municipis al nord. A l'est limiten amb Kiyokawa, Hadano i Matsuda. Al sud limita amb Kaisei i Minami-Ashigara; i a l'oest limita amb Oyama, a la prefectura de Shizuoka.

## Història
Durant el període Edo, la zona on actualment es troba el municipi de Yamakita va formar part del feu d'Odawara, a l'antiga província de Sagami. Després de la restauració Meiji i amb les noves lleis de divisions territorials, l'1 d'abril de 1889 es creà el poble de Kawa al districte d'Ashigara-Kami, a la prefectura de Kanagawa. El poble de Kawa fou elevat a la categoria de vila l'1 d'abril de 1933, sent reanomenat com a Yamakita. L'1 de febrer de 1955, Yamakita va absorbir els pobles veïns de Kyôwa, Shimizu i Miho i l'1 d'abril del mateix any també s'annexionà el barri de Hirayama de l'antic poble de Kita-Ashigara. L'any 1978 s'inaugurà el llac Tanzawa com a resultat de la construcció de la presa de Miho.

## Demografia
| 1920   | 1930   | 1940   | 1950   | 1960   | 1970   | 1980   |
| ------ | ------ | ------ | ------ | ------ | ------ | ------ |
| n/a    | n/a    | n/a    | 16.710 | 15.839 | 14.235 | 13.803 |
| 1990   | 2000   | 2010   | 2020   | 2030   | 2040   | 2050   |
| 14.342 | 13.605 | 11.762 | 9.530  | -      | -      | -      |

## Transport

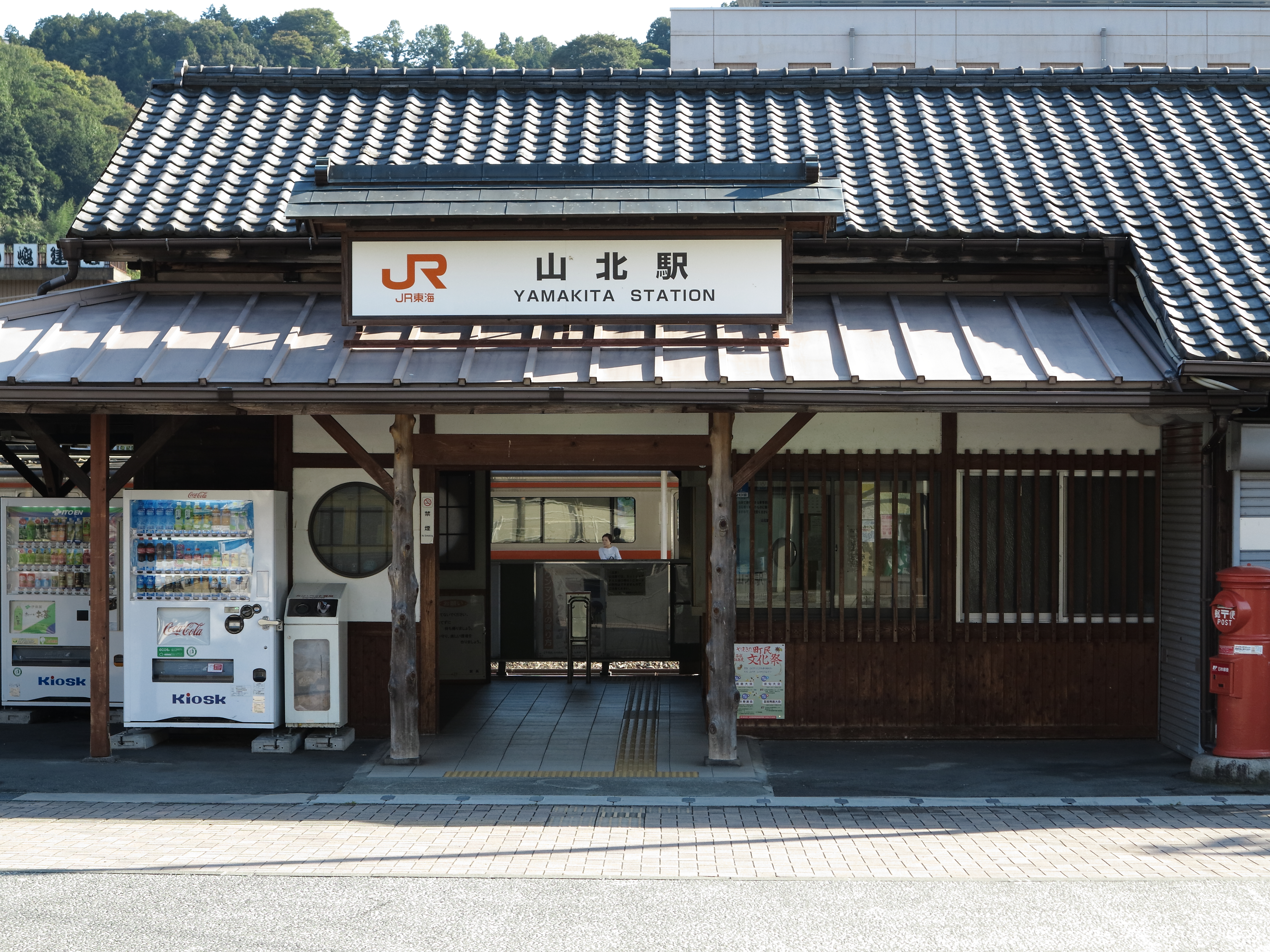
Estació de Yamakita

### Ferrocarril
- Companyia de Ferrocarrils del Japó Central (JR Central)
  - Higashi-Yamakita - Yamakita - Yaga

### Carretera
- Autopista de Tòquio-Nagoya (Tōmei)
- Nacional 246
- Xarxa de carreteres prefecturals de Kanagawa

## Agermanaments
- Shinagawa, Tòquio, Japó.[4] (18 d'abril de 1988)